# Капитуларий
Капитуларий (на латински: capitula – глава) е закон и разпореждане (указ) на франкските крале от династията на Каролингите. Съставени са на латински език, разделени на малки глави и параграфи. Съставянето на капитуларии се прекратява в края на IX в. Текстът на капитулария се оповестява от самия крал на събрание на висшите длъжностни лица. Капитуларият съчетава в себе си черти на публичното, или държавното, и частното, или наследственото право. Той съдържа разнообразна информация за стопанството, политическите институции, социалния строй и управлението на завоюваните земи. До наши дни не е достигнал нито един оригинал на капитуларий, съхранени са само сборници с техни копия.